# Championnat du monde de snooker 1957
Navigation
Édition précédente Édition suivante
Le championnat du monde de snooker 1957 a lieu à Jersey. C'est la première fois que le tournoi quitte l'Angleterre. Fred Davis ne défend pas son titre.

## Tableau final
|  | Demi-finales       | Demi-finales |             |    | Finale | Finale |
|  |                    |              |             |    |        |        |
|  | 37 frames          |              |             |    |        |        |
|  |                    |              |             |    |        |        |
|  | John Pulman        | 21           |             |    |        |        |
|  | John Pulman        | 21           | 73 frames   |    |        |        |
|  | Rex Williams       | 16           |             |    |        |        |
|  | Rex Williams       | 16           | John Pulman | 39 |        |        |
|  | 37 frames          |              | John Pulman | 39 |        |        |
|  |                    | Jackie Rea   | 34          |    |        |        |
|  | Jackie Rea         | Jackie Rea   | 34          | 25 |        |        |
|  | Jackie Rea         |              |             | 25 |        |        |
|  | Kingsley Kennerley | 12           |             |    |        |        |
|  | Kingsley Kennerley | 12           |             |    |        |        |